# Гірськолижний спорт на зимових Олімпійських іграх 1964
Змагання з гірськолижного спорту на зимових Олімпійських іграх 1976 тривали з 30 січня до 8 лютого. Програма складалася з 6-ти дисциплін. Змагання у швидкісному спуску відбулися на горі Пачеркофель, а в решті 4 дисциплін поблизу села Аксамер Ліцум. 
Це була перша олімпіада, де час фіксувався з точністю до сотих часток секунди, а не до десятих. Через теплу зиму виникли проблеми зі снігом, який довелося доставляти за допомогою австрійської армії. Це водночас були і змагання 18-го чемпіонату світу з гірськолижного спорту.
Змагання затьмарила загибель австралійського спортсмена Росса Мілна, що розбився на тренуванні перед швидкісним спуском. Відтак вздовж траси встановили додаткові засоби безпеки — сітки та подушки із соломи.

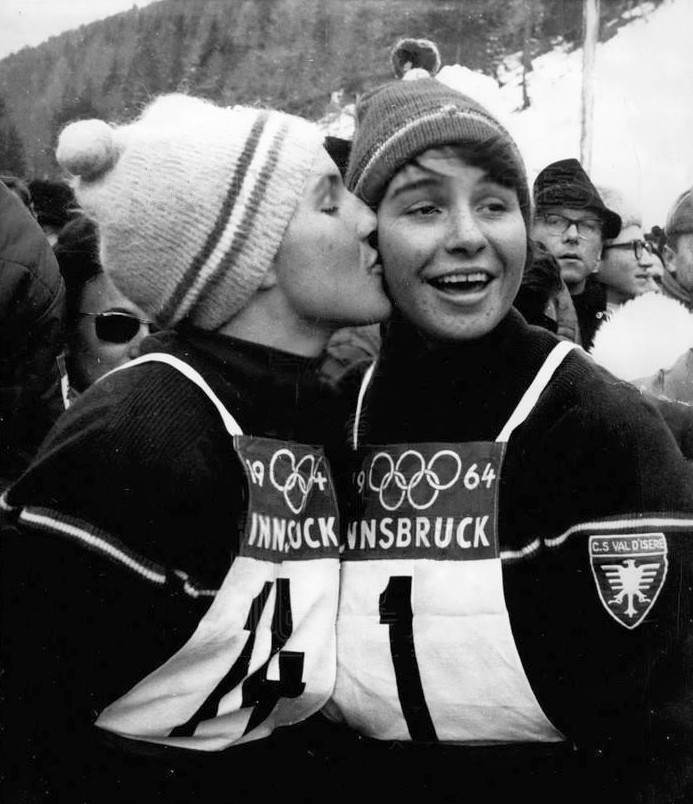
Сестри Крістін (ліворуч) та Маріель Гуашель вибороли в Інсбруку загалом дві золоті та дві срібні нагороди. А ще Маріель стала чемпіонкою світу в комбінації.

## Чемпіони та призери

### Таблиця медалей
| Місце              | Країна                           | Золото | Срібло | Бронза | Загалом |
| ------------------ | -------------------------------- | ------ | ------ | ------ | ------- |
| 1                  | Франція (FRA)                    | 3      | 3      | 0      | 6       |
| 2                  | Австрія (AUT)                    | 3      | 2      | 2      | 7       |
| 3                  | США (USA)                        | 0      | 2      | 2      | 4       |
| 4                  | Об'єднана німецька команда (EUA) | 0      | 0      | 1      | 1       |
| Загалом (4 збірні) | Загалом (4 збірні)               | 6      | 7      | 5      | 18      |

Джерело:

### Чоловіки
| Дисципліна         | Золото                    | Золото  | Срібло                               | Срібло  | Бронза                                          | Бронза  |
| ------------------ | ------------------------- | ------- | ------------------------------------ | ------- | ----------------------------------------------- | ------- |
| Швидкісний спуск   | Еґон Ціммерманн · Австрія | 2:18.16 | Лео Лакруа (гірськолижник) · Франція | 2:18.90 | Вольфґанґ Бартельс · Об'єднана німецька команда | 2:19.48 |
| Гігантський слалом | Франсуа Бонльє · Франція  | 1:46.71 | Карл Шранц · Австрія                 | 1:47.09 | Пепі Штіґлер · Австрія                          | 1:48.05 |
| Слалом             | Пепі Штіґлер · Австрія    | 2:11.13 | Біллі Кідд · США                     | 2:11.27 | Джиммі Г'юґа · США                              | 2:11.52 |

Джерело:

### Жінки
| Дисципліна         | Золото                    | Золото  | Срібло                                        | Срібло  | Бронза                  | Бронза     |
| ------------------ | ------------------------- | ------- | --------------------------------------------- | ------- | ----------------------- | ---------- |
| Швидкісний спуск   | Крістль Гаас · Австрія    | 1:55.39 | Едіт Ціммерман · Австрія                      | 1:56.42 | Траудль Гехер · Австрія | 1:56.66    |
| Гігантський слалом | Маріель Гуашель · Франція | 1:52.24 | Крістін Гуашель · Франція · Джин Соберт · США | 1:53.11 | Не вручали              | Не вручали |
| Слалом             | Крістін Гуашель · Франція | 1:29.86 | Маріель Гуашель · Франція                     | 1:30.77 | Джин Соберт · США       | 1:31.36    |

Джерело:

## Опис траси
| Дата        | Спуск                            | Висота старту | Висота фінішу | Перепад висот | Довжина спуску | Середній нахил |
| ----------- | -------------------------------- | ------------- | ------------- | ------------- | -------------- | -------------- |
| Чет 30 січ  | Швидкісний спуск - чоловіки      | 1952 м        | 1085 м        | 867 м         | 3.120 км       | 27,8%          |
| Чет 06 лют  | Швидкісний спуск - жінки         | 2310 м        | 1605 м        | 705 м         | 2.510 км       | 28,1%          |
| Нед 02 лют  | Гігантський слалом - чоловіки    | 2100 м        | 1570 м        | 530 м         | 1.250 км       | 42,4%          |
| Пон 03 лют  | Гігантський слалом - жінки       | 2050 м        | 1550 м        | 500 м         | 1.250 км       | 40,0%          |
| Суб 08 лют  | Слалом - чоловіки (2 спуски)     | 1770 м        | 1570 м        | 200 м         | 0.470 км       | 42,6%          |
| П'ят 07 лют | Слалом - чоловіки (кваліфікація) | 1730 м        | 1600 м        | 130 м         | 0.350 км       | 37,1%          |
| Суб 01 лют  | Слалом - жінки (2 спуски)        | 1730 м        | 1600 м        | 130 м         | 0.350 км       | 37,1%          |

## Країни-учасниці
У змаганнях з гірськолижного спорту на Олімпійських іграх в Інсбруку взяли участь спортсмени 31-ї країни. Індія дебютувала в цьому виді програми.
| - Аргентина (6) - Австралія (5) - Австрія (11) - Бельгія (1) - Болгарія (1) - Канада (9) - Чилі (5) - Чехословаччина (2) | - Фінляндія (2) - Франція (11) - Об'єднана німецька команда (10) - Велика Британія (11) - Греція (3) - Угорщина (1) - Індія (1) - Іран (4) | - Ісландія (3) - Італія (11) - Японія (5) - Ліван (4) - Ліхтенштейн (3) - Норвегія (6) - Польща (4) - Південна Корея (2) | - Іспанія (6) - Швейцарія (13) - Швеція (4) - Туреччина (5) - СРСР (7) - США (12) - Югославія (6) |